# Abell 611
Abell 611 è un ammasso di galassie situato in direzione della costellazione della Lince alla distanza di oltre 3,1 miliardi di anni luce dalla Terra (light travel time). È inserito nell'omonimo catalogo compilato da George Ogden Abell nel 1958, e ha una classe di ricchezza 1 (in classe 1 sono gli ammassi costituiti da 50 a 79 galassie).
È stato uno dei 25 ammassi di galassie studiati con il Telescopio spaziale Hubble nel corso di una campagna di osservazioni denominata Cluster Lensing And Supernova survey with Hubble (CLASH) nel corso di un periodo di tre anni e mezzo (2010-2013).
L'ellittica 2MASXI J0800568+360324 è la galassia più luminosa dell'ammasso.
L'effetto di lente gravitazionale ha permesso di individuare una serie di galassie remote situate alle spalle dell'ammasso con uno spostamento verso il rosso, calcolato con metodo fotometrico, compreso tra 5,8 e 7,9.

## Galassie remote individuate dal lensing gravitazionale
La tabella riporta la lista di galassie remote "candidate". Il redshift è stato calcolato con metodo fotometrico.
| Nome      | R.A.          | DEC          | Distanza (Miliardi a.l.)(*) | Redshift (z) |
| --------- | ------------- | ------------ | --------------------------- | ------------ |
| A611-0193 | 08h 01m 00.3s | +36° 04′ 24″ | 13,064                      | 7,9          |
| A611-0449 | 08h 01m 00.8s | +36° 03′ 58″ | 12,779                      | 6,0          |
| A611-0621 | 08h 00m 50.7s | +36° 03′ 44″ | 12,758                      | 5,9          |
| A611-0720 | 08h 00m 53.3s | +36° 03′ 35″ | 12,854                      | 6,4          |
| A611-0890 | 08h 01m 00.7s | +36° 03′ 21″ | 12,904                      | 6,7          |
| A611-1121 | 08h 00m 59.2s | +36° 03′ 03″ | 12,737                      | 5,8          |
| A611-1213 | 08h 00m 51.7s | +36° 02′ 55″ | 12,888                      | 6,6          |

(*) ("light travel time")